# Tito Díaz
José Antonio Díaz López, detto Tito (Lugo, 20 novembre 1957), è un allenatore di pallacanestro ed ex cestista spagnolo.